# Салустија Орбијана
Салустија Орбијана била је римска царица, односно супруга цара Александра Севера.

## Биографија
Салустија је одрасла у угледној римској породици, као ћерка утицајног сенатора Сеја Салустија. Одликовала се изузетном лепотом, која је овековечена у низу статуа, од којих су се неке очувале до данашњих дана. У аугусту 225. године се, у аранжману цареве мајке Јулије, удала за младог Александра те добила титулу августа. Млади цар се у њу заљубио и постао јој необично привржен, што је изазвало љубомору од стране Александрове мајке Јулије, која је у то време због утицаја на сина била практично господарица Царства. Убрзо је Салустију почела психички и физички злостављати, што је ескалирало дотле да је 227. године. Салустија је побегла из царске палате и потражила заштиту у очевом дому. Њен отац се потом почео распитивати код официра Преторијанске гарде не би ли је заштитили; то је, пак, протумачено као велеиздаја односно покушај завере против цара. Сеј Салустије је ухапшен и погубљен, а Салустије присилно разведена од цара и протерана у Африку. Шта се после догодило са њом није познато.